# Osiek (województwo opolskie)
Osiek (niem. Oschiek, 1936-1945 Karlstal)– wieś w Polsce położona w województwie opolskim, w powiecie strzeleckim, w gminie Strzelce Opolskie.
W latach 1975–1998 miejscowość położona była w województwie opolskim.